# Себастьян Крісманіч
Себастьян Крісманіч  (ісп. Sebastian Crismanich, 30 жовтня 1986) — аргентинський тхеквондист, олімпійський чемпіон.

## Виступи на Олімпіадах
| Олімпіада   | Дисципліна | Місце |
| ----------- | ---------- | ----- |
| Лондон 2012 | до 80 кг   | 1     |